# 比斯特羅維齊亞
50°30′52″N 24°49′50″E / 50.51444°N 24.83056°E
比斯特羅維齊亞（烏克蘭語：Бистровиця），是烏克蘭的村落，位於該國西部沃倫州，由盧茨克區負責管轄，始建於1964年，面積10.9平方公里，海拔高度206米，2001年人口325，人口密度每平方公里29.82人。